# Championnat d'Océanie masculin de handball 2014
Navigation
Océanie 2012
La 9e édition du Championnat d'Océanie masculin de handball a lieu dans la ville d'Auckland en Nouvelle-Zélande du 25 au 27 juin 2014. Le vainqueur de la compétition est sacré champion d'Océanie de handball et décroche sa qualification pour le Championnat du monde 2015 qui se déroule au Qatar. C'est l'Australie, vainqueur la Nouvelle-Zélande, qui se qualifie,.

## Résultats
Le championnat consiste en une rencontre en deux manches entre les deux seules équipes engagées, l'Australie et la Nouvelle-Zélande. 
| Équipe    | Aller   | Total   | Retour  | Équipe           |
| --------- | ------- | ------- | ------- | ---------------- |
| Australie | 22 – 18 | 54 – 36 | 32 – 18 | Nouvelle-Zélande |